# فرودگاه سورکیوسن
فرودگاه سورکیوسن (به انگلیسی: Sørkjosen Airport) (به زبان بومی: Sørkjosen lufthavn) یک فرودگاه همگانی مسافربری با کد یاتا SOJ است که یک باند فرود آسفالت دارد و طول باند آن ۹۱۹ متر است. این فرودگاه در کشور نروژ قرار دارد و در ارتفاع ۵ متری از سطح دریا واقع شده است.

## شرکت‌های هواپیمایی و مقصدهای پروازی
| شرکت‌های هواپیمایی | مقصدهای پروازی         |
| ----------------- | ---------------------- |
| ویدروئه           | هامرفست، کرکنس, ترومسا |